# 霍帕康 (新澤西州)
霍帕康（英語：Hopatcong）是位於美國新澤西州蘇塞克斯縣的自治市鎮。

## 人口
根據2020年美國人口普查的數據，霍帕康的面積為32.16平方千米，當中陸地面積為28.19平方千米，而水域面積為3.97平方千米。當地共有人口14362人，而人口密度為每平方千米447人。